# Saniet Ben Achour
La Saniet Ben Achour, appelée à l'origine Saniet Bouattour, est une demeure située à La Marsa en Tunisie.
Elle est classée dans l'inventaire de Jacques Revault, membre du Groupe de recherches et d'études sur le Proche-Orient, comme l'une des plus importantes résidences historiques de la ville.

## Historique
Située entre le palais Abdellia et le Borj El Bahri, la Saniet Ben Achour est édifiée en 1855 par le médecin italien d'Ahmed Ier Bey et Sadok Bey, Castelnuovo. Elle est acquise par le ministre Mohammed Aziz Bouattour en 1861 mais il n'y séjourne originellement qu'en été puisqu'il passe le reste de l'année dans sa demeure de la rue du Pacha (médina de Tunis), au Bardo, à La Manouba ou à Ksar Saïd, selon les pérégrinations du bey régnant ; il se fixe définitivement à La Marsa sous le règne d'Ali III Bey.

## Architecture
Composée à la base d'appartements situés au-dessus des communs, la Saniet Ben Achour est surélevée d'un étage en 1900, à l'occasion du mariage du cheikh Mohamed Tahar Ben Achour, petit-fils de Mohammed Aziz Bouattour.
Le jardin est composé de palmiers, mûriers et cyprès, d'un puits, d'un bassin d'irrigation, d'une noria actionnée par un mulet, d'une courette et d'un modeste logement pour le jardinier et sa famille.
Après un perron décoré de lions en marbre italien, une antichambre mène vers une salle quadrangulaire qui joue le rôle de patio, des salons et une loggia à l'étage supérieur. Les communs sont aménagés au rez-de-chaussée et en partie au sous-sol. À l'arrière du bâtiment, trois magasins (makhzens) couverts de voûtes communiquent avec le jardin et deux courettes de service. Au sud des dépendances, la cuisine (matbkha) occupe une grande salle à voûtes aplaties ; les banquettes maçonnés, creusées de niches (dukkana bel bkhiria), y ont été remplacées par des fourneaux modernes.